# Campeonato de Francia de Fútbol Americano
El Campeonato de Francia de Fútbol Americano es la competición más importante de fútbol americano en Francia. 
Está compuesto por tres divisiones, y coloquialmente se denomina a cada división por el nombre de la final y del trofeo que se entrega al vencedor de cada división:

## Historia

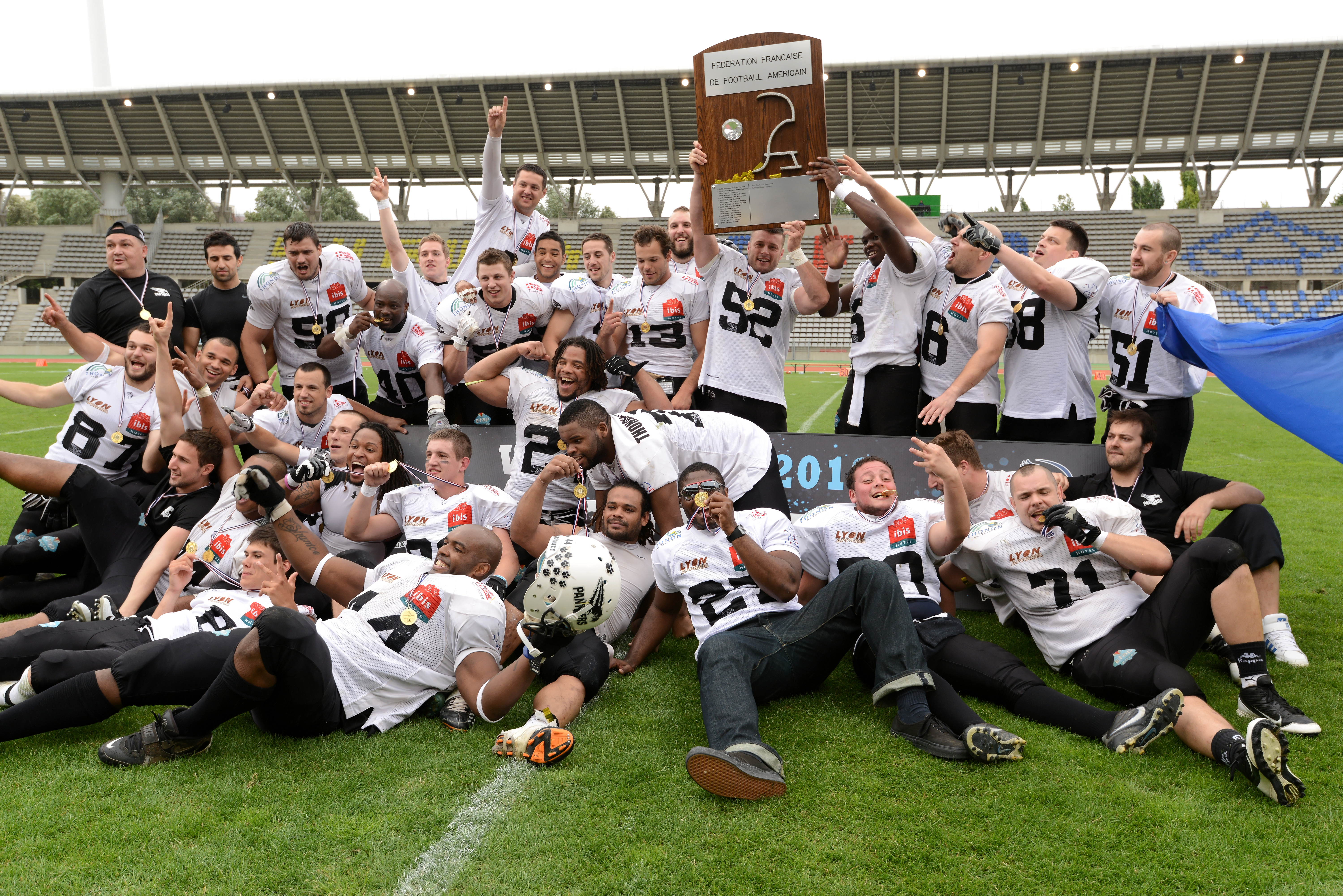
Thonon Black Panthers celebran el título de 2013.

La liga se creó en 1982, y estaba formada por cuatro equipos, entregándose al campeón un trofeo denominado Casco de Oro. Fue ampliando el número de equipos hasta llegar a 20 en la temporada 1989. En 1995 se reestructura el campeonato y se divide en tres categorías, cambiando el nombre de los trofeos que se entregan a los campeones, y que pasan a ser Casco de Diamante para el campeonato élite, Casco de Oro para la Segunda División y Casco de Plata para la Tercera División.
- Casco de Diamante al Campeonato de Francia Élite (Primera División).
- Casco de Oro al Campeonato de Segunda División.
- Casco de Plata al Campeonato de Tercera División.

## Casco de Diamante
La máxima categoría se divide en dos conferencias con 6 equipos cada una. En la liga regular cada equipo se enfrenta en dos ocasiones (una vez fuera y otra vez en casa) contra cada rival de su conferencia y en una ocasión contra cada rival de la otra conferencia, es decir, 10 partidos de temporada regular. Los dos primeros clasificados de cada conferencia se clasifican para los play-offs, donde el campeón de cada conferencia se enfrenta al subcampeón de la otra en semifinales, para acceder a la final.

## Equipos activos
| Equipo                      | Ciudad                             | Estadio                          | Fundación    |              |              |
| A Conference                | A Conference                       | A Conference                     | A Conference | A Conference | A Conference |
| --------------------------- | ---------------------------------- | -------------------------------- | ------------ | ------------ | ------------ |
| La Courneuve Flash          | La Courneuve, Sena-Saint Denis     | Stade Marville                   | 1984         |              |              |
| Molosses d'Asnières         | Asnières-sur-Seine, Hauts-de-Seine | Stade Jacques Anquetil           | 1992         |              |              |
| Leopards de Rouen           | Ruan, Sena Marítimo                |                                  |              |              |              |
| Saint-Ouen-l'Aumône Cougars | Saint-Ouen-l'Aumône, Val d'Oise    | Stade Escutary                   | 1989         |              |              |
| Thonon Black Panthers       | Thonon-les-Bains, Haute-Savoie     | Stade Joseph-Moynat              | 1987         |              |              |
| Tours Pionniers             | Tours, Indre y Loira               |                                  |              |              |              |
| B Conference                |                                    |                                  |              |              |              |
| Aix-en-Provence Argonautes  | Aix-en-Provence, Bouches-du-Rhône  | Stade Georges-Carcassonne        | 1986         |              |              |
| Cannes Iron Mask            | Cannes, Alpes Marítimos            |                                  |              |              |              |
| Marseille Blue Stars        | Marseille, Bouches-du-Rhône        | Stade Pierre-Delort Stadium      | 1994         |              |              |
| Nice Dauphins               | Niza, Alpes-Marítimos              |                                  |              |              |              |
| Grizzlys Catalans           | Perpiñán, Pirineos Orientales      | Parc des sports du Moulin à Vent | 2012         |              |              |
| Ours de Toulouse            | Toulouse, Garonne                  | Stades des Argoulets             | 1986         |              |              |

## Partido de campeonato
| Temporada | Edición                                         | Fecha                                           | Estadio                                         | Campeón                                         | Resultado                                       | Perdedor                                        |
| --------- | ----------------------------------------------- | ----------------------------------------------- | ----------------------------------------------- | ----------------------------------------------- | ----------------------------------------------- | ----------------------------------------------- |
| 1982      | I                                               | 1982                                            | Vélodrome de Vincennes                          | Spartacus de Paris                              | 44 – 0                                          | Météores de Nogent                              |
| 1983      | II                                              | 21 de mayo de 1983                              | Stade Jean-Bouin                                | Spartacus de Paris (2)                          | 34 – 14                                         | Anges Bleus de Joinville                        |
| 1984      | III                                             | 1984                                            | Stade Jean-Bouin                                | Anges Bleus de Joinville                        | 20 – 0                                          | Spartacus de Paris                              |
| 1985      | IV                                              | 1985                                            | Stade Jean-Bouin                                | Paris Jets                                      | 6 – 0                                           | Challengers de Paris                            |
| 1986      | V                                               | 1986                                            | Stade Jean-Bouin                                | Anges Bleus de Joinville (2)                    | 20 – 2                                          | Spartacus de Paris                              |
| 1987      | VI                                              | 21 de junio de 1987                             | Stade Jean-Bouin                                | Castors de Paris                                | 75 – 0                                          | Paris Jets                                      |
| 1988      | VII                                             | 26 de junio de 1988                             | Stade Jean-Bouin                                | Castors de Paris (2)                            | 7 – 0                                           | Anges Bleus de Joinville                        |
| 1989      | VIII                                            | 18 de junio de 1989                             | Stade Jean-Bouin                                | Castors de Paris (3)                            | 14 – 13                                         | Aix-en-Provence Argonautes                      |
| 1990      | IX                                              | 24 de junio de 1990                             | Stade Jean-Bouin                                | Aix-en-Provence Argonautes                      | 34 – 7                                          | Castors de Paris                                |
| 1991      | X                                               | 16 de junio de 1991                             | Stade Jean-Bouin                                | Aix-en-Provence Argonautes (2)                  | 29 – 7                                          | Castors de Paris                                |
| 1992      | XI                                              | 13 de junio de 1992                             | Stade Jean-Bouin                                | Aix-en-Provence Argonautes (3)                  | 33 – 20                                         | Mousquetaires de Paris                          |
| 1993      | XII                                             | 12 de junio de 1993                             | Stade Robert-Bobin                              | Castors de Paris (4)                            | 27 – 19                                         | Aix-en-Provence Argonautes                      |
| 1994      | XIII                                            | 26 de junio de 1994                             | Stade Robert-Bobin                              | Mousquetaires de Paris                          | 28 – 22                                         | Aix-en-Provence Argonautes                      |
| 1995      | I                                               | 25 de junio de 1995                             | Stade Charléty                                  | Aix-en-Provence Argonautes (4)                  | 36 – 16                                         | Mousquetaires de Paris                          |
| 1996      | II                                              | 16 de junio de 1996                             | Stade Charléty                                  | Mousquetaires de Paris (2)                      | 23 – 19                                         | Aix-en-Provence Argonautes                      |
| 1997      | III                                             | 14 de junio de 1997                             | Stade Charléty                                  | La Courneuve Flash                              | 45 – 28                                         | Aix-en-Provence Argonautes                      |
| 1998      | IV                                              | 14 de junio de 1998                             | Stade Charléty                                  | Aix-en-Provence Argonautes (5)                  | 28 – 14                                         | La Courneuve Flash                              |
| 1999      | V                                               | 20 de junio de 1999                             | Stade Georges-Carcassonne                       | Aix-en-Provence Argonautes (6)                  | 27 – 20                                         | Molosses d'Asnières                             |
| 2000      | VI                                              | 17 de junio de 2000                             | Stade René Gaillard                             | La Courneuve Flash (2)                          | 68 – 35                                         | Aix-en-Provence Argonautes                      |
| 2001      | VII                                             | 23 de junio de 2001                             | Stade Marville                                  | Aix-en-Provence Argonautes (7)                  | 30 – 23                                         | La Courneuve Flash                              |
| 2002      | VIII                                            | 23 de junio de 2002                             | Stade Georges-Carcassonne                       | Aix-en-Provence Argonautes (8)                  | 23 – 21                                         | La Courneuve Flash                              |
| 2003      | IX                                              | 1 de junio de 2003                              | Stade Georges-Carcassonne                       | La Courneuve Flash (3)                          | 28 – 24                                         | Aix-en-Provence Argonautes                      |
| 2004      | X                                               | 19 de junio de 2004                             | Stade Marville                                  | Amiens Spartiates                               | 41 – 31                                         | Aix-en-Provence Argonautes                      |
| 2005      | XI                                              | 18 de junio de 2005                             | Stade Marville                                  | La Courneuve Flash (4)                          | 33 – 27                                         | Amiens Spartiates                               |
| 2006      | XII                                             | 17 de junio de 2006                             | Stade Marville                                  | La Courneuve Flash (5)                          | 48 – 24                                         | Aix-en-Provence Argonautes                      |
| 2007      | XIII                                            | 16 de junio de 2007                             | Stade Sébastien Charléty                        | La Courneuve Flash (6)                          | 21 – 6                                          | Thonon Black Panthers                           |
| 2008      | XIV                                             | 28 de junio de 2008                             | Stade Sébastien Charléty                        | La Courneuve Flash (7)                          | 28 – 22                                         | Elancourt Templiers                             |
| 2009      | XV                                              | 20 de junio de 2009                             | Parc des Sports Michel Hidalgo                  | La Courneuve Flash (8)                          | 41 – 27                                         | Thonon Black Panthers                           |
| 2010      | XVI                                             | 27 de junio de 2010                             | Parc des Sports Michel Hidalgo                  | Amiens Spartiates (2)                           | 24 – 21                                         | La Courneuve Flash                              |
| 2011      | XVII                                            | 18 de junio de 2011                             | Stade Sébastien Charléty                        | La Courneuve Flash (9)                          | 45 – 27                                         | Centaures de Grenoble                           |
| 2012      | XVIII                                           | 23 de junio de 2012                             | Stade Sébastien Charléty                        | Amiens Spartiates (3)                           | 10 – 7                                          | Thonon Black Panthers                           |
| 2013      | XIX                                             | 22 de junio de 2013                             | Stade Sébastien Charléty                        | Thonon Black Panthers                           | 14 – 0                                          | La Courneuve Flash                              |
| 2014      | XX                                              | 28 de junio de 2014                             | Stade Sébastien Charléty                        | Thonon Black Panthers (2)                       | 35 – 34                                         | Molosses d'Asnières                             |
| 2015      | XXI                                             | 20 de junio de 2015                             | Stade Sébastien Charléty                        | Cougars de Saint-Ouen-l'Aumône                  | 28 – 7                                          | Thonon Black Panthers                           |
| 2016      | XXII                                            | 25 de junio de 2016                             | Stade Guy Boniface                              | Cougars de Saint-Ouen-l'Aumône (2)              | 28 – 17                                         | Dauphins de Nice                                |
| 2017      | XXIII                                           | 24 de junio de 2017                             | Stade Parsemain                                 | La Courneuve Flash (10)                         | 44 – 40                                         | Thonon Black Panthers                           |
| 2018      | XXIV                                            | 30 de junio de 2018                             | Stade Parsemain                                 | La Courneuve Flash (11)                         | 20 – 14                                         | Thonon Black Panthers                           |
| 2019      | XXV                                             | 29 de junio de 2019                             | Stadium Lille Métropole                         | Thonon Black Panthers (3)                       | 24 – 7                                          | Cougars de Saint-Ouen-l'Aumône                  |
| 2020      | –                                               | 4 de julio de 2020                              | Stadium Lille Métropole                         | Temporada cancelada por epidemia de COVID-19    | Temporada cancelada por epidemia de COVID-19    | Temporada cancelada por epidemia de COVID-19    |
| 2021      | Temporada no disputada por epidemia de COVID-19 | Temporada no disputada por epidemia de COVID-19 | Temporada no disputada por epidemia de COVID-19 | Temporada no disputada por epidemia de COVID-19 | Temporada no disputada por epidemia de COVID-19 | Temporada no disputada por epidemia de COVID-19 |
| 2022      | XXVI                                            | 9 de julio de 2022                              | Stade Joseph-Moynat                             | La Courneuve Flash (12)                         | 16 – 10                                         | Thonon Black Panthers                           |
| 2023      | XXVII                                           | 1 de julio de 2023                              | Stade Joseph-Moynat                             | Thonon Black Panthers (4)                       | 35 – 18                                         | Blue Stars de Marseille                         |
| 2024      | XXVIII                                          | 30 de junio de 2024                             | Stade Gilbert Brutus, Perpiñán                  | Thonon Black Panthers (5)                       | 37 – 33                                         | La Courneuve Flash                              |
| 2024      | XXIX                                            | 28 de junio de 2025                             | Chambéry Savoie Stadium, Chambéry               | Thonon Black Panthers (6)                       | 44 – 12                                         | Iron Mask de Cannes                             |

## Tabla de títulos
| Club                           | títulos | temporadas                                                             |
| ------------------------------ | ------- | ---------------------------------------------------------------------- |
| La Courneuve Flash             | 12      | 1997, 2000, 2003, 2005, 2006, 2007, 2008, 2009, 2011, 2017, 2018, 2022 |
| Aix-en-Provence Argonautes     | 8       | 1990, 1991, 1992, 1995, 1998, 1999, 2001, 2002                         |
| Thonon Black Panthers          | 6       | 2013, 2014, 2019, 2023, 2024, 2025                                     |
| Castors de Paris               | 4       | 1987, 1988, 1989, 1993                                                 |
| Spartiates d'Amiens            | 3       | 2004, 2010, 2012                                                       |
| Spartacus de Paris†            | 2       | 1982, 1983                                                             |
| Anges Bleus de Joinville†      | 2       | 1984, 1986                                                             |
| Mousquetaires de Paris         | 2       | 1994, 1996                                                             |
| Cougars de Saint-Ouen-l'Aumône | 2       | 2015, 2016                                                             |
| Paris Jets†                    | 1       | 1985                                                                   |